# آغا محمد رضا
ميرزا آغا محمد رضا بك، المعروف أيضًا بين أتباعه باسم بير فيروتوبي كان أحد النبلاء المغوليين وشيخًا شيعيًا صوفيًا من سلهت، من أصل إيراني. أطاح بمملكة كاتشاري وثار ضد شركة الهند الشرقية بمساعدة الفلاحين المحليين.

## نشأته
هُزمت إمبراطورية المغول على يد شركة الهند الشرقية في معركة بلاسي عام 1757، وكان الشعور المناهض للبريطانيين شائعًا بين مواطني شبه القارة الهندية وخاصة أولئك المرتبطين بالسلالة النبيلة أو المنحدرين منها مثل رضا. كان والداه إيرانيين وكان من أتباع المذهب الشيعي.
كان رضا يقيم في منطقة سلهت في شمال شرق البنغال. وصف روبرت ليندسي، منطقة سلهت في أواخر القرن الثامن عشر بأنها "حاضنة للمقاومة". 

## نشاطه

### غزو كاتشار
كان رضا بيرًا صوفيًا، مما مكنه من الحصول على دعم الآلاف من الفلاحين والفقراء. ويقال إنه حصل أيضًا على دعم من شمس الدولة، نائب ناظم دكا. أصدر إعلانًا يدعو فيه إلى الجهاد ضد المستعمرين البريطانيين، الذين اعتبرهم السبب وراء المشاكل التي يواجهها الفلاحون.
في عام 1799، توجه رضا مع أتباعه من سلهت إلى الحدود الغربية لمملكة كاشاري. حيث سمى هذا الحدث باسم "الهجرة"، ويُفترض أن رضا كان يخطط لجمع عدد أكبر من الأتباع وتأمين معقل في خاسبور قبل مواجهة البريطانيين في الحرب. وادعي أنه المهدي والإمام الثاني عشر، ووعد بتحرير السكان الأصليين من الظلم. تآمر رضا مع قبائل ناغا وكوكي المحلية، الذين تحالفوا مع كاشاري راجا كريشناشاندرا نارايان، وتمكن من إقناعهم بالانضمام إلى جانبه.
نشر راجا كريشناشاندرا العديد من المرؤوسين لهزيمة رضا ولكنهم هزموا جميعًا، وطرده رضا بعد ذلك من عاصمته في خاسبور. فر كريشناشاندرا إلى التلال القريبة في شمال كاشار، بعض رعيته الهندوس اختبأوا في غابات كاشار أو هاجروا إلى سلهت خوفًا من القمع. وفقًا للأسطورة، كتب كريشناشاندرا العديد من الأغاني والقصائد الشعبية أثناء اختبائه في تلال شمال كاشار.

### حكمه
بعد توليه العرش، اعتنق العديد من الهندوس البنغاليين مذهب رضا الذي كان قائمًا على المذهب الشيعي الصوفي، وأعطوه الولاء. أعلن رضا الاستقلال، ودعا حكام زميندار محليين آخرين وغيرهم للانضمام إليه في مهمته، ووعدهم بمزيد من الأراضي إذا تمكنوا من تحرير وطنهم من القوات الاستعمارية البريطانية. كما أمر رضا أتباعه بعدم دفع الضرائب لشركة الهند الشرقية البريطانية.

### هزيمته
تعرض لهجوم من قوات شركة الهند البريطانية، وتمكن رضا من الفرار ولكن قُبض عليه لاحقًا في 14 يوليو وأُرسله إلى سجن في كلكتا. حُكم عليه بالسجن مدى الحياة.